# Kirtland (Nuevo México)
Kirtland es un lugar designado por el censo ubicado en el condado de San Juan en el estado estadounidense de Nuevo México. En el Censo de 2010 tenía una población de 7875 habitantes y una densidad poblacional de 209,1 personas por km².

## Geografía
Kirtland se encuentra ubicado en las coordenadas 36°44′56″N 108°20′42″O / 36.74889, -108.34500. Según la Oficina del Censo de los Estados Unidos, Kirtland tiene una superficie total de 37.66 km², de la cual 36.8 km² corresponden a tierra firme y (2.3%) 0.87 km² es agua.

## Demografía
Según el censo de 2010, había 7875 personas residiendo en Kirtland. La densidad de población era de 209,1 hab./km². De los 7875 habitantes, Kirtland estaba compuesto por el 38.62% blancos, el 0.42% eran afroamericanos, el 52.11% eran amerindios, el 0.27% eran asiáticos, el 0.25% eran isleños del Pacífico, el 4.08% eran de otras razas y el 4.25% pertenecían a dos o más razas. Del total de la población el 11.26% eran hispanos o latinos de cualquier raza.